# Mariama Salifu
Mariama Salifu oder Marium Salifu (* 2. März 1983 in Nobisco) ist eine ehemalige ghanaische Leichtathletin, die sich auf den Sprint spezialisiert hat. Mit der ghanaischen 4-mal-100-Meter-Staffel siegte sie 2007 bei den Afrikaspielen in Algier.

## Sportliche Laufbahn
Erste internationale Erfahrungen sammelte Mariama Salifu, die an der Utah Valley University in den Vereinigten Staaten studierte, im Jahr 2006, als sie bei den Commonwealth Games in Melbourne mit der ghanaischen 4-mal-100-Meter-Staffel nicht ins Ziel kam. Im Jahr darauf nahm sie mit der Staffel an den Afrikaspielen in Algier teil und gewann dort in 43,84 s gemeinsam mit Esther Dankwah, Gifty Addy und Vida Anim die Goldmedaille. Im Juli 2008 bestritt sie in den Niederlanden ihre letzten offiziellen Wettkämpfe und beendete daraufhin ihre aktive sportliche Karriere im Alter von 25 Jahren.

## Persönliche Bestzeiten
- 100 Meter: 11,64 s (−0,8 m/s), 28. April 2007 in Provo
  - 60 Meter (Halle): 7,51 s, 2. Februar 2007 in Pocatello
- 200 Meter: 24,04 s (−1,7 m/s), 28. April 2007 in Provo